# Cikalove (Nîjnohirskîi)
Cikalove (în ucraineană Чкалове) este localitatea de reședință a comunei Cikalove din raionul Nîjnohirskîi, Republica Autonomă Crimeea, Ucraina.

## Demografie
Componența lingvistică a localității Cikalove
     Rusă (65,76%)
     Ucraineană (16,13%)
     Tătară crimeeană (13,75%)
     Alte limbi (0,41%)
Conform recensământului din 2001, majoritatea populației localității Cikalove era vorbitoare de rusă (65,76%), existând în minoritate și vorbitori de ucraineană (16,13%) și tătară crimeeană (13,75%).